# Ди Кар
Ди Кар (на арабски ذي قار) е една от 18-те административни области в Ирак. Покрива площ от 12 900 км2 а населението ѝ, по оценка от юли 2018 г. е 2 095 172 души. Административният център на област Ди Кар е град Насирия.